# فلافل
فَلافِل یا فِلافِل  خوراکی است ویژه کشورهای عربی و آن گِرده‌هایی از نخود یا باقلای خیس خورده و کوبیده شده است که در روغن سرخ می‌شود و با نان و چاشنی‌های تند صرف می‌شود. در یمن به فلافل باجیه گفته می‌شود. در مصر و سودان با باقلا تهیه می‌شود و طعمیه نام دارد.

## واژه‌شناسی و پیشینه
همه منابع اتفاق نظر دارند که فلافل غذایی است از سواحل شرقی و جنوبی دریای مدیترانه اما دربارهٔ خاستگاه دقیق و معنی واژه فلافل نظرات مختلفی وجود دارد. در ایران این غذا به عنوان یک خوراکی لبنانی شناخته می‌شود؛ اما به نظر می‌رسد فلافل از مصر به شامات و عراق رسیده باشد.
نجف دریابندری در کتاب مستطاب آشپزی فلافل را جمع مکسر فلفل می‌دانند. که طبق لغتنامه دهخدا ادعایی درست است. از طرفی داستانی وجود دارد حاکی از این که اول بار قبطیان (مسیحیان مصر) برای ایام روزه‌داری و پرهیز از گوشت فلافل را درست کرده‌اند؛ البته سندی در این باره وجود ندارد. فرهنگ لغات قبطی به انگلیسی کلمه فلافل را «دارای باقلای بسیار» معنی می‌کند. اما در مصر تنها در شهر اسکندریه نام این خوراکی فلافل است و در نقاط دیگر طعمیه خوانده می‌شود. این نامِ مصری نیز با طعم و مزه هم ریشه است و می‌توان آن را لقمه طعم‌دار معنی کرد.

## ترکیبات
امروزه در بیشتر کشورهای دنیا از جمله ایران فلافل از نخود کوبیده درست می‌شود. در فلافل‌فروشی‌های ایران برای طعم‌دار کردن آن از تخم گشنیز، زیره و کمی سیب‌زمینی پخته استفاده می‌شود. در کشورهای عربی معمولاً از گشنیز تازه استفاده می‌شود و رنگ فلافل کمی سبز می‌شود. رنگ درون طعمیه که به جای نخود با باقلا درست می‌شود، کاملاً سبز است.
برای چاشنی فلافل از سس‌هایی بر پایه حمص استفاده می‌شود که اغلب تند هستند. به جز این، گذاشتن فلافل در نان پیتا همراه با کاهو و دیگر تره‌بار سالادی، یک روش متداول برای سِرو خیابانی آن است. این خوراکی در مصر به عنوان صبحانه مصرف می‌شود. فلافل در شکلهای مختلف توپی، سکه‌ای یا حتی به صورت سوسیس‌های کوچک درست می‌شود و برای شکل‌دادن به آن قالبهای مخصوص وجود دارد.
در کشورهای غرب آفریقا غذای مشابهی با لوبیا درست می‌شود که آکارا نام دارد.

## فلافل در ایران

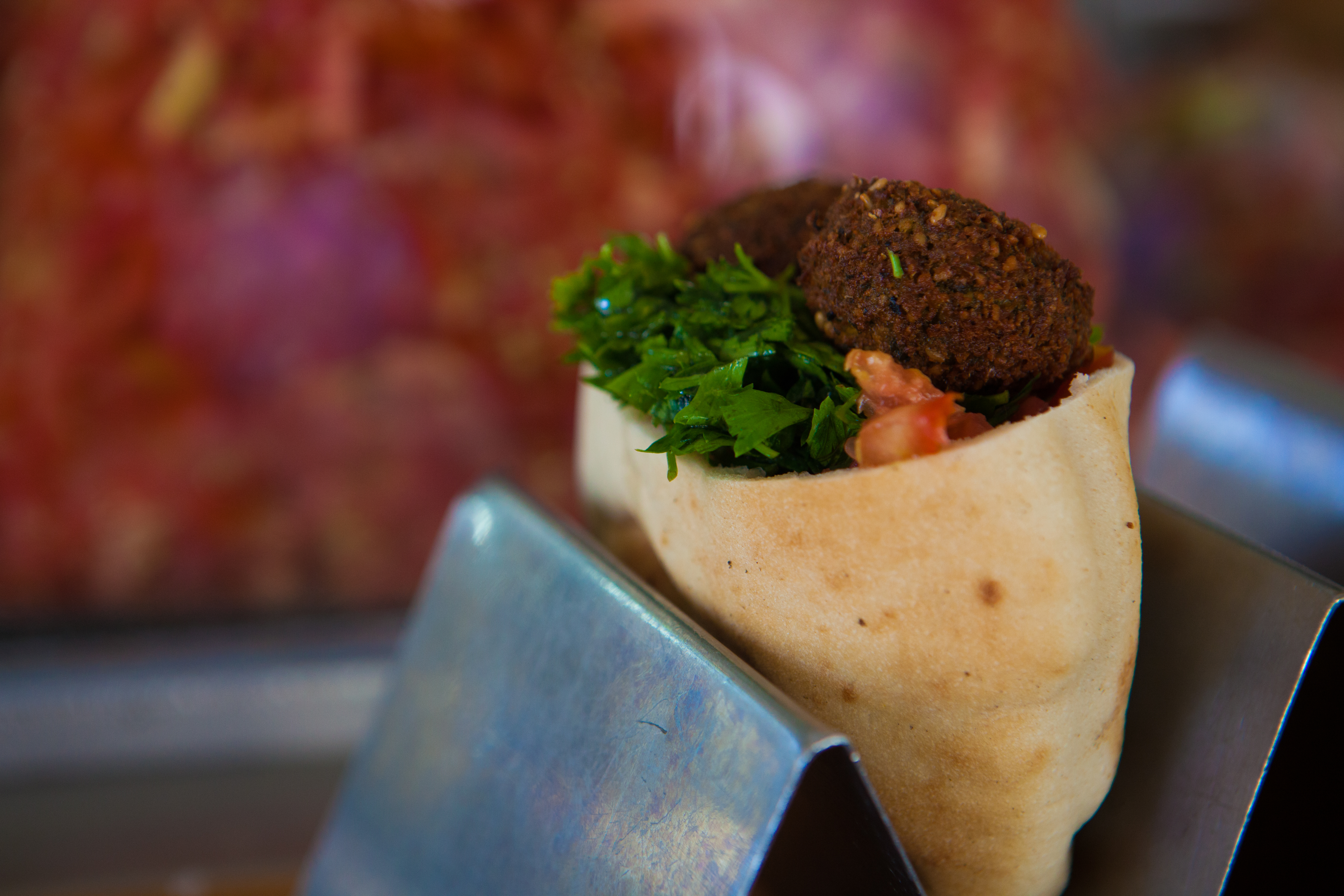
فلافل بندری که معمولاً با پیاز و جعفری و البته بادمجان سرخ شده فروخته می‌شود

فلافل در ایران به عنوان یک غذای جنوبی شناخته می‌شود. در شهرهای جنوبی ایران ماننداهواز، آبادان و بندرعباس فلافل به صورت غذای خیابانی از گذشته وجود داشته است.

## نگارخانه

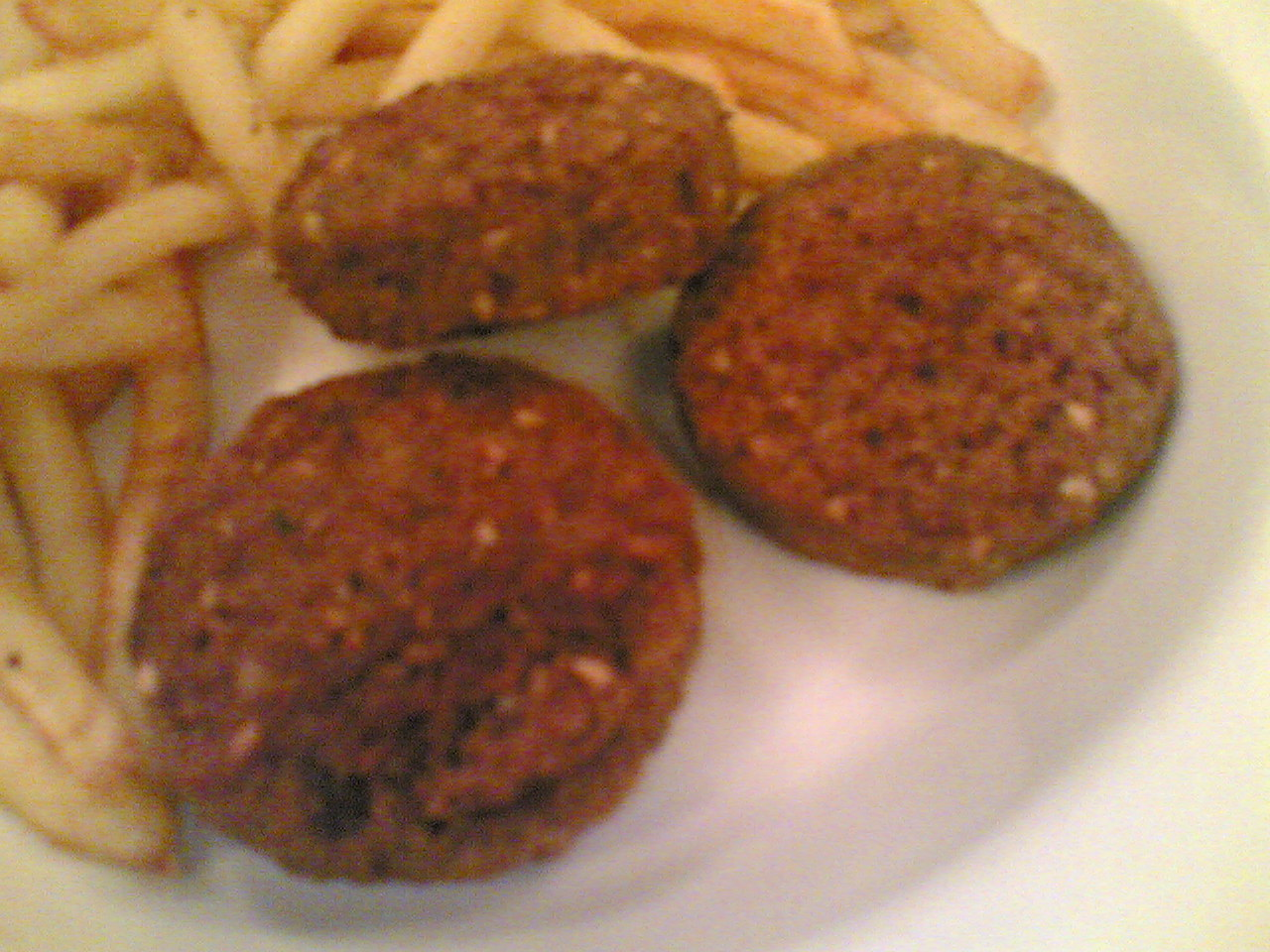
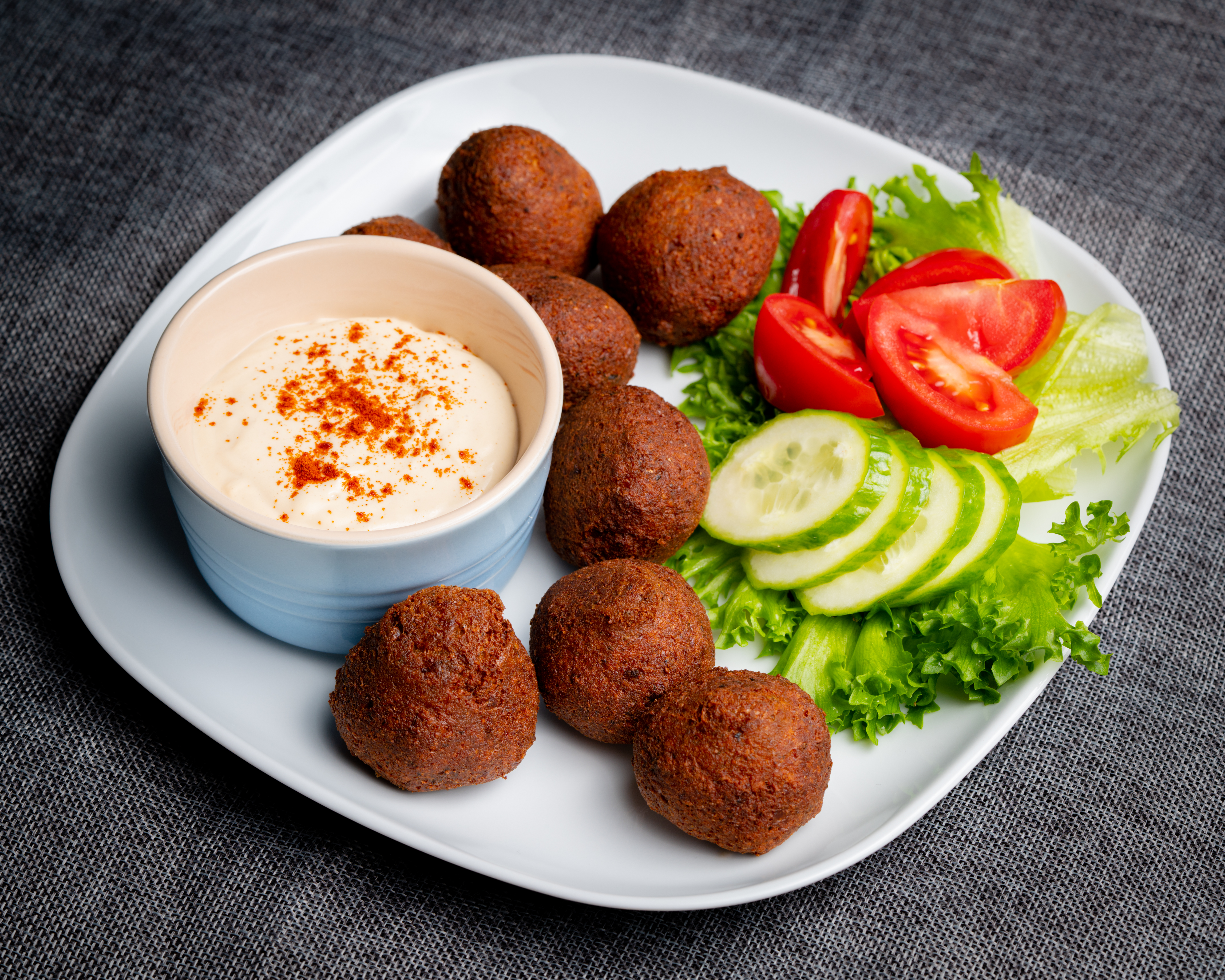
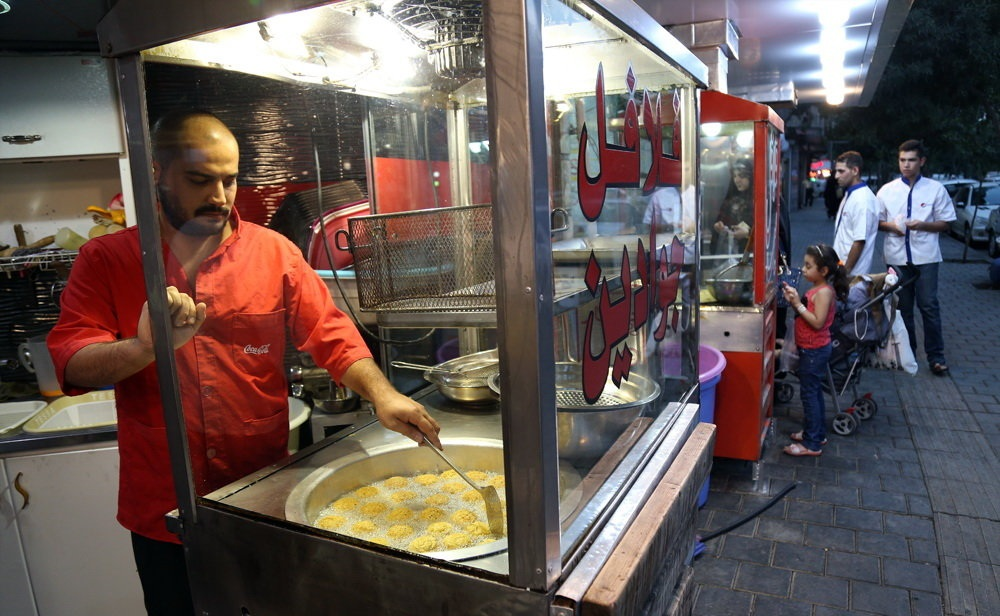
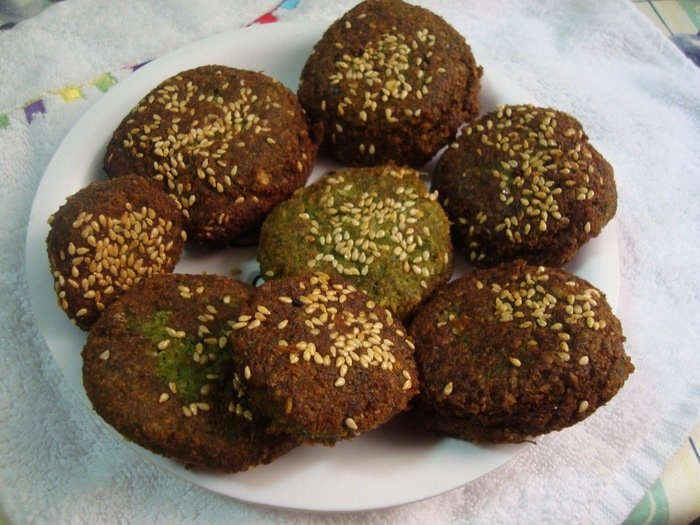
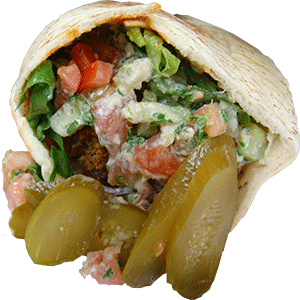
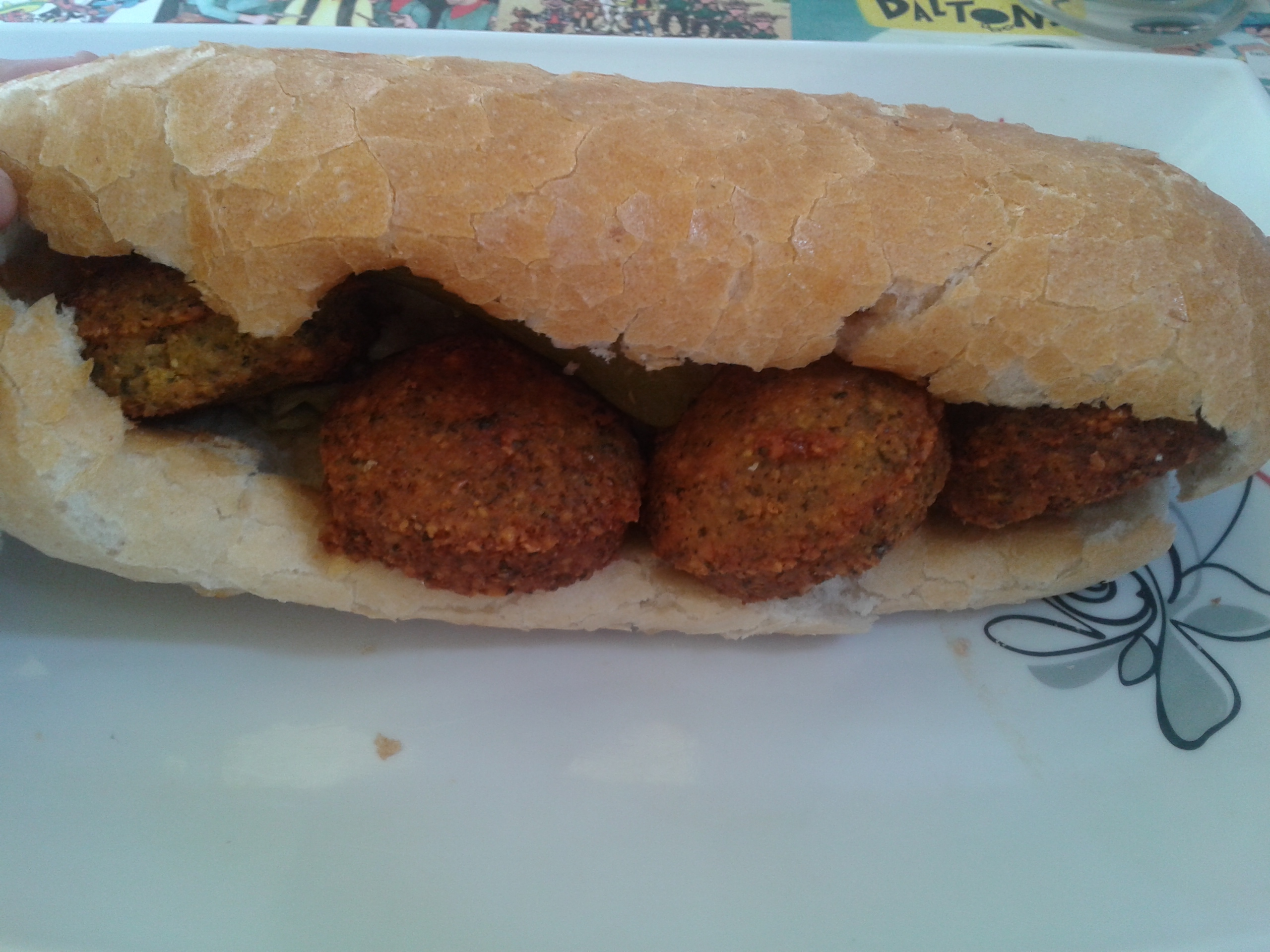
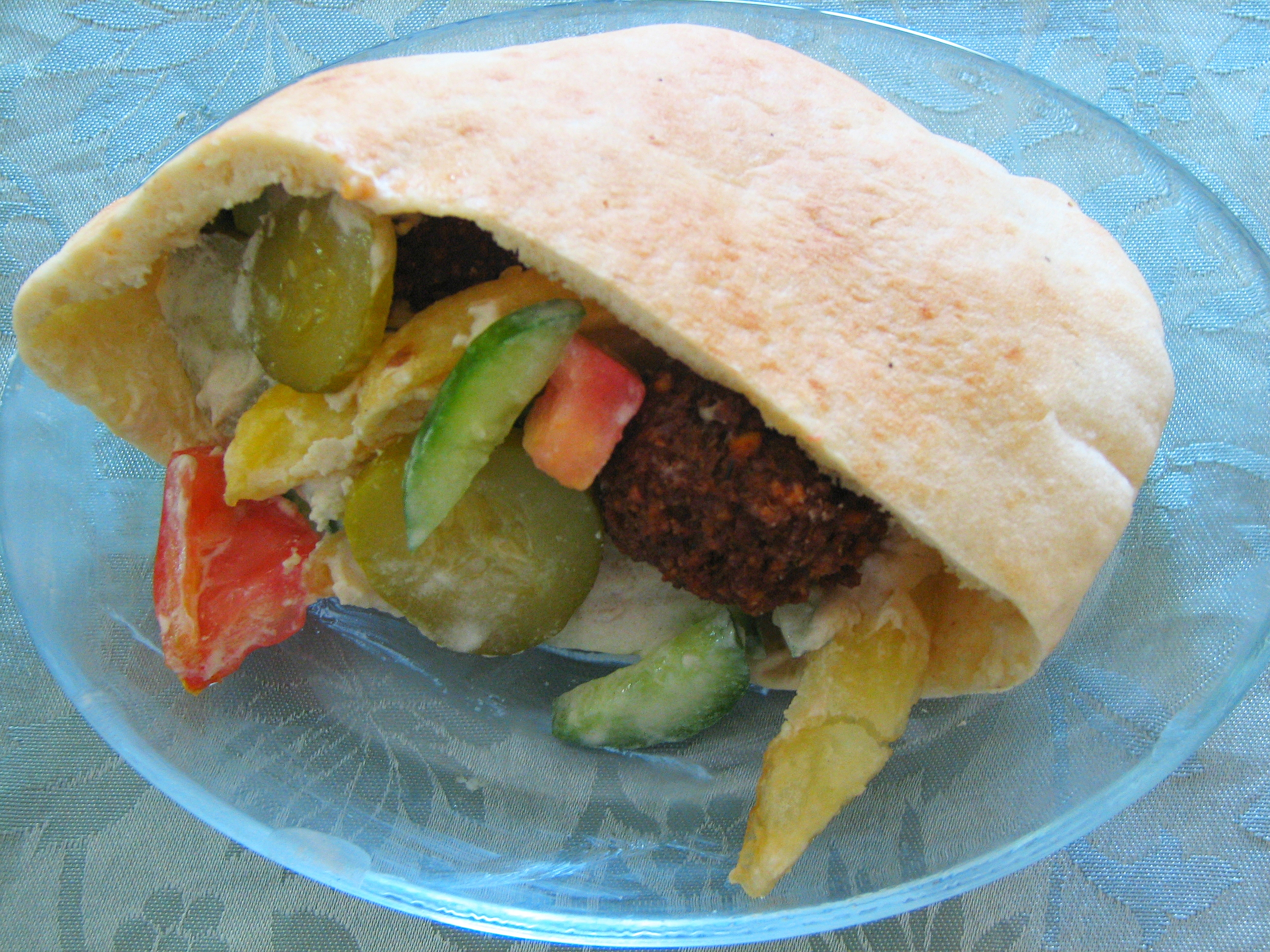
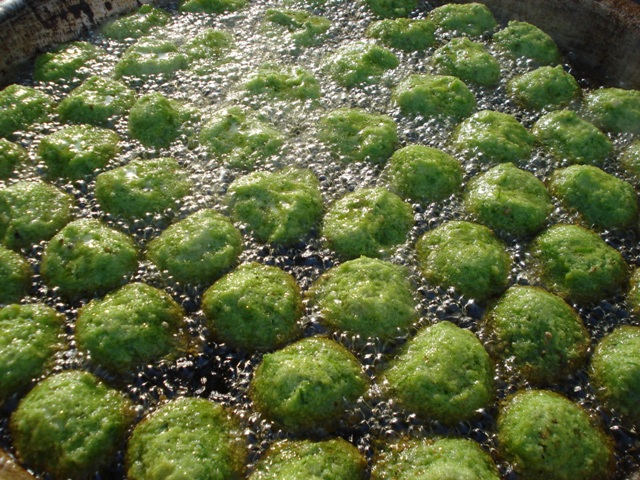
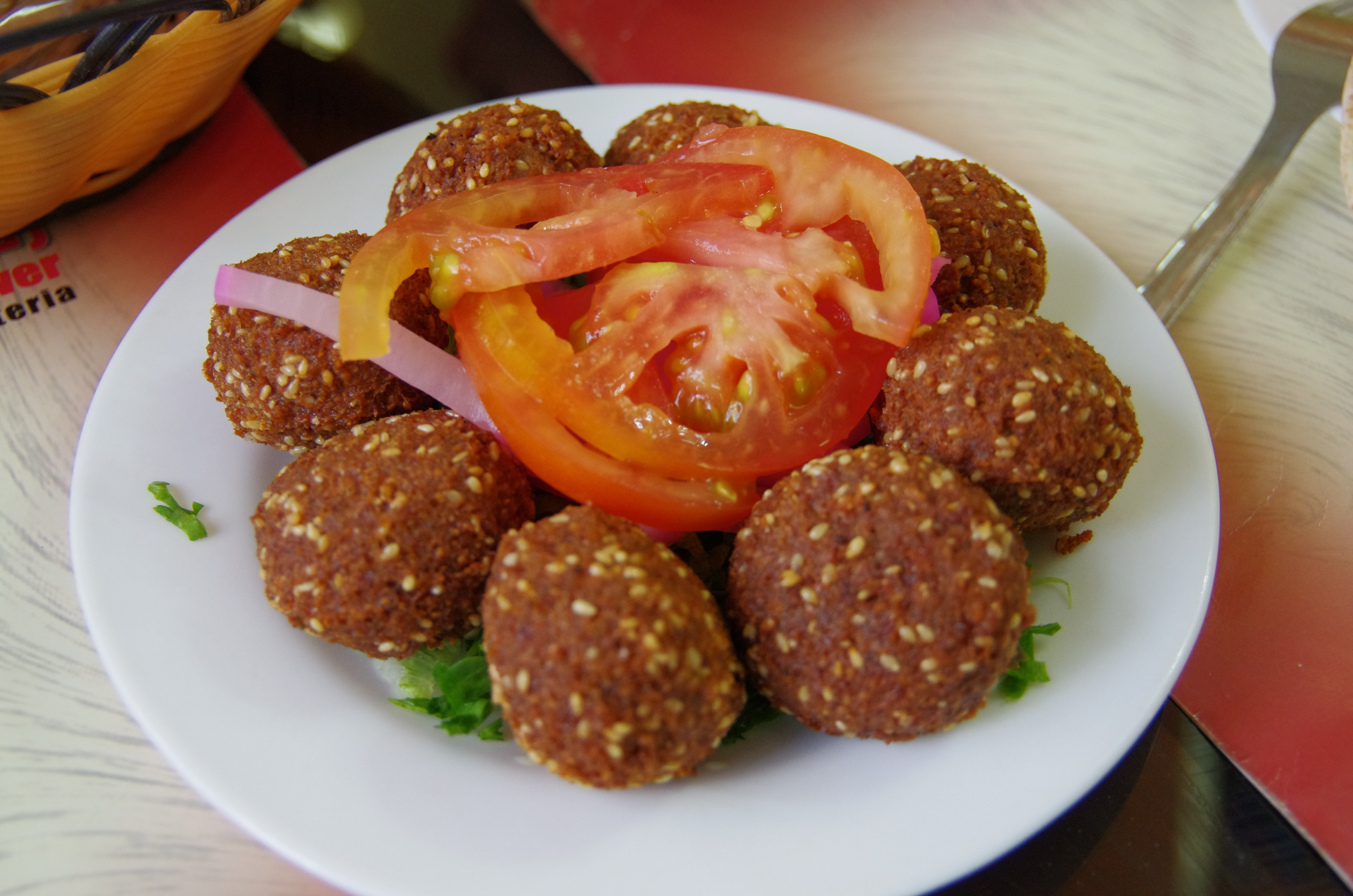
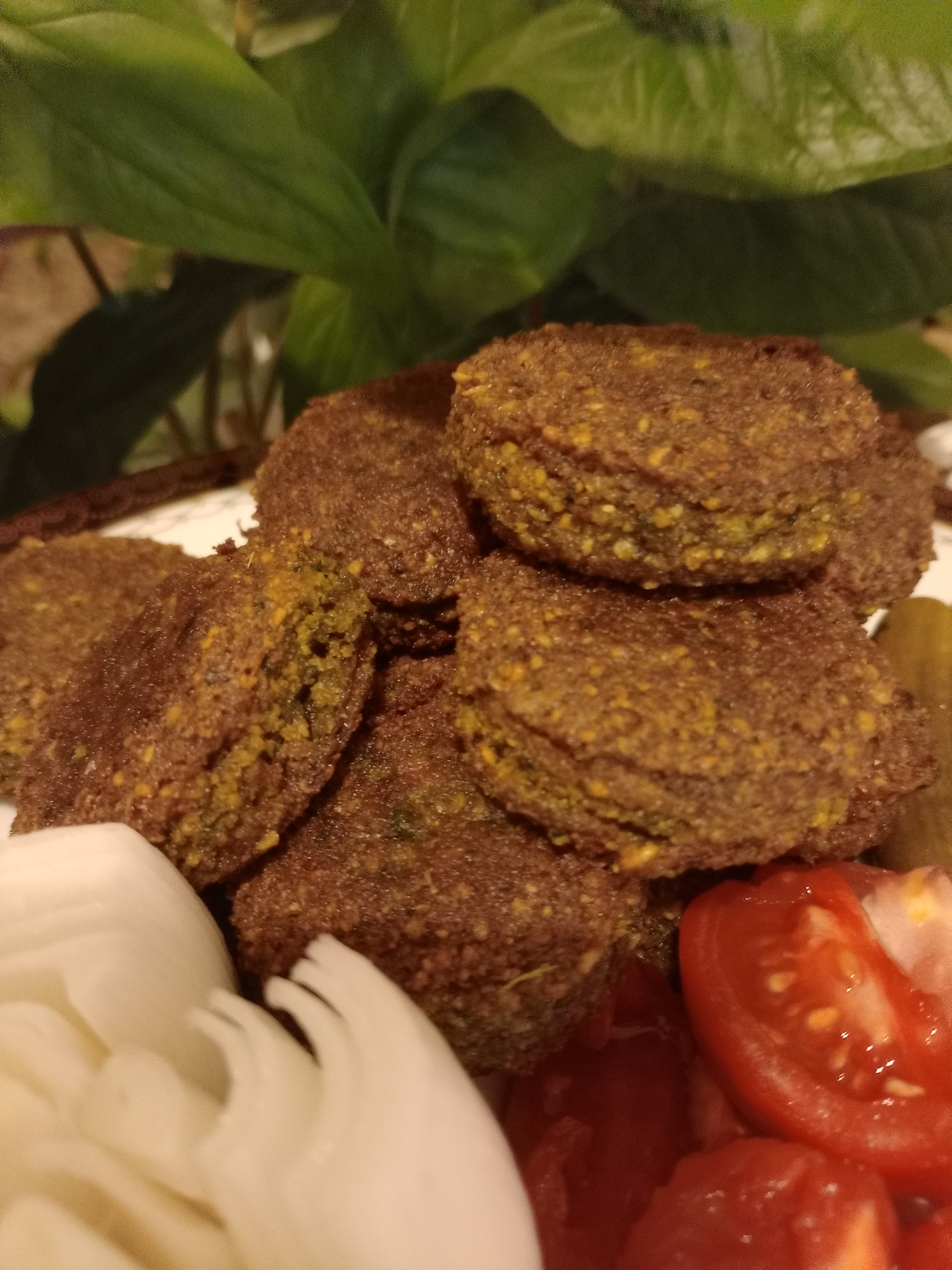

فلافل به‌صورت ساندویچ یا دیگر اشکال سرو می‌شود

## جستارهای همانند
- مخلمه